# Джамбеков, Овхад Алихаджиевич
Овхад (ШаӀрани) Алихаджиевич Джамбеков (17 февраля 1949, Киргизская ССР — 6 марта 2021) — чеченский учёный, писатель, кандидат филологических наук. Член Союзов писателей России и Чечни. Доцент кафедры чеченской филологии Чеченского государственного педагогического университета. Более 30 лет занимался изучением чеченского фольклора.

## Биография
Родился в годы депортации в Киргизской ССР. Там же окончил первый класс. В 1957 году вернулся вместе с родителями домой в село Малые Варанды. Работал в газете «Ленинец». Через два года стал начальником отдела культуры. Заочно окончил факультет чеченского и русского языка и литературы Чечено-Ингушского государственного университета. Впоследствии окончил аспирантуру Грузинского литературного института Грузинской академии наук. В 2008 году стал кандидатом филологических наук. Тема его кандидатской диссертации «Жанровые и поэтические особенности чеченских героико-исторических песен илли». В последние годы работал на кафедре филологии Исламского университета в Грозном. Является автором большого числа книг и статей о чеченском фольклоре и литературе.
В 2014 году был удостоен премии «Серебряная сова» «Интеллектуального центра Чеченской Республики» в номинации «Подвижничество».
В 2016 году защитил докторскую диссертацию. 
Умер Овхад 6 марта 2021 года на 73-ом году жизни.  

### Книги
- Абдулаева Э. С., Абдулвахабова Б. Б. Джамбеков О. А. и др. Чеченцы. — М.: Наука, 2012. — 624 с. — 900 экз. — ISBN 978-5-02-038030-1.
- Джамбеков О. А. Чеченский фольклор. — Грозный: Книга, 1990. — 592 с. — 15 000 экз.
- Джамбеков О. А. Чеченские народные сказки. — Грозный: Книга, 1991. — 144 с.
- Джамбеков О. А. Жанровые и поэтические особенности чеченских героико-исторических песен илли: диссертация. — Майкоп, 2008. — 220 с.
- Джамбеков О. А., Джамбекова Т. Б. Нохчийн халкъан барта кхолларалла. Дешаран пособи: 1-ра дакъа. — Грозный: Алеф, 2012. — 424 с. — 1000 экз. — ISBN 978-5-4242-0044-1.
- Джамбеков О. А., Джамбекова Т. Б. Нохчийн халкъан барта кхолларалла. Дешаран пособи: 2-гӀа дакъа. — Грозный: Алеф, 2012. — 478 с. — 1000 экз. — ISBN 978-5-4242-0045-8.
- Джамбеков О. А. Художественно-психологическая парадигма абречества в романе Ш. Х. Окуева «Красные цветы на снегу»: монография. — Грозный: АО ИПК «Грозненский рабочий», 2015. — 128 с. — 999 экз. — ISBN 978-5-4314-0170-1.
- Джамбеков О. А. Место фольклора в системе мировидения, литературно-эстетической концепции и творческой индивидуальности чеченских писателей XX века (проза Магомета Мамакаева, Абузара Айдамирова, Шимы Окуева): диссертация доктора филологических наук. — Махачкала: Дагестанский государственный педагогический институт, 2016. — 381 с.
- Джамбеков О. А. Место фольклора в системе мировидения, литературно-эстетической концепции и творческой индивидуальности чеченских писателей XX века (проза Магомета Мамакаева, Абузара Айдамирова, Шимы Окуева): автореферат. — Грозный: Издательство Чеченского государственного университета, 2016. — 48 с. — 150 экз.
- Джамбеков О. А. Роль фольклора и традиционной народной культуры в художественной системе романа М. А. Мамакаева «Зелимхан»: монография. — Грозный: АО ИПК «Грозненский рабочий», 2016. — 144 с. — 999 экз. — ISBN 978-5-4314-0223-4.
- Джамбеков О. А. Художественно-психологическая парадигма абречества в романе Ш. Х. Окуева «Красные цветы на снегу». — Грозный: АО ИПК «Грозненский рабочий», 2015. — 126 с. — 999 экз. — ISBN 978-5-4314-0170-1.
- Джамбеков О. А. Роль фольклора и традиционной народной культуры в художественной системе романа М. А. Мамакаева «Зелимхан». — Грозный: АО ИПК «Грозненский рабочий», 2016. — 142 с. — 999 экз. — ISBN 978-5-4314-0223-4.
- Джамбеков О. А. Функциональное многообразие национального фольклора в системе документально-художественного дискурса трилогии Абузара Айдамирова («Долгие ночи», «Молния в горах», «Буря») как народной эпопеи: монография. — Грозный: АО Издательско-полиграфический комплекс «Грозненский рабочий», 2016. — 128 с. — 999 экз. — ISBN 978-5-4314-0263-0.

### Статьи
- Джамбеков О. А. Изнаур Несерхоев. Российский Исламский университет имени Кунта-Хаджи. Дата обращения: 29 октября 2016.
- Джамбеков О. А. Место фольклора и традиционной народной культуры в художественной системе творчества М. А. Мамакаева. Известия Дагестанского государственного педагогического университета. Общественные и гуманитарные науки. cyberleninka.ru (2015). Дата обращения: 29 октября 2016.
- Джамбеков О. А., Джамбекова Т. Б. Историзм и фольклорные истоки трилогии Абузара Айдамирова «Долгие ночи» // Вестник Адыгейского государственного университета : журнал. — 2009. — № 4. — С. 29—36.
- Джамбеков О. А., Джамбекова Т. Б. Мифологема свободы в фольклорной и литературной парадигме Чечни (на материале трилогии чеченского прозаика Абузара Айдамирова «Долгие ночи») // Гуманитарные исследования : журнал. — 2015. — № 3. — С. 84—88. — ISSN 1818-4936.
- Джамбеков О. А., Джамбекова Т. Б. Роль чеченского фольклора в развитии героико-исторической темы в дилогии Ш. Окуева «Красные цветы на снегу» // Вестник Адыгейского государственного университета : журнал. — 2010.
- Джамбеков О. А. Классификация чеченских народных лирических песен // Вестник Адыгейского государственного университета : журнал. — 2008. — № 3. — С. 123—125.
- Джамбеков О. А. О художественном времени в устно-поэтическом наследии чеченцев // Культура Чечни : сборник. — 2002. — С. 71—73.
- Джамбеков О. А. Значимость народных обычаев и традиций в духовно-нравственном контексте романа Магомета Мамакаева «Зелимхан» // Гуманитарные исследования : журнал. — 2015. — № 1. — С. 44—48. — ISSN 1818-4936.
- Джамбеков О. А. Об основных элементах художественно-содержательной и информационно-аналитической структуры романа Абузара Айдамирова «Буря» // Гуманитарные исследования : журнал. — 2015. — № 4. — С. 104—111. — ISSN 1818-4936.
- Джамбеков О. А. Некоторые особенности структуры и поэтики трилогии Абузара Айдамирова «Долгие ночи» в контексте интертекстуальных связей // Гуманитарные исследования : журнал. — 2015. — № 4. — С. 100—104. — ISSN 1818-4936.
- Джамбеков О. А. Художественно-эстетический потенциал малых жанров национального фольклора в романе-дилогии чеченского прозаика Ш. Х. Окуева «Красные цветы на снегу» // Вестник Пятигорского государственного лингвистического университета : журнал. — 2016. — № 1. — С. 171—174.
- Джамбеков О. А., Джамбекова Т. Б. Гуманистическая концепция эпических произведений Саида Бадуева // Вестник Адыгейского государственного университета : журнал. — 2009. — № 2. — С. 20—24. — ISSN 1999-7159.
- Джамбеков О. А. Чеченская литература в годы Великой Отечественной войны (1941–1944 гг.). журнал «Вайнах» (15 октября 2014). Дата обращения: 29 октября 2016.
- Джамбеков О. А. Влияние женщины на общественное устройство чеченцев (недоступная ссылка — история) // История науки и техники : журнал. — 2008. — № 3. — С. 81—84. — ISSN 1813-100Х.
- Джамбеков О. А. Роль и место женщины в общественном устройстве чеченцев. govzalla.com (19 апреля 2014). Дата обращения: 29 октября 2016.

### О Джамбекове
- Мидаев Ш. и др. К 70-летнему юбилею ШаIрани Джамбекова = Джамбеков ШаIранин вина 70 шо кхачарца декъалвеш лахавардахошкара совгIатана. — Грозный, 2019. — 32 с.